# Margretelyst SØ
 Margretelyst SØ är det egentliga Danmarks 5:e högsta ”berg” med 169,78 meter över havet. Kullen ligger strax norr om Ejer Bavnehøj och på samma moränrygg, Ejer Bjerge. Den har inget officiellt namn och räknas på grund av en mycket liten primärfaktor till Møllehøj inte alltid som en separat topp. 
Margretelyst SØ ligger i det så kallade Midtjyske Søhøjland, ett ca 1 000 km² stort, mycket kuperat område söder om staden Silkeborg där alla Danmarks högsta berg, Møllehøj, Yding Skovhøj, Ejer Bavnehøj, Lindbjerg, med flera trängs i närheten av varandra.
Margretelyst SØ ligger i Skanderborg kommun, cirka 30 km sydväst om Århus.